# Анократія
Анократія або напівдемократія — політичний режим, який має як демократичні, так і автократичні інституційні характеристики. 
Вперше термін з'явився в роботі Мартіна Бубера 1946 року як протиставлення анархії: «не відсутність уряду, а відсутність панування». 
Терміни «відкрита» і «закрита» анократія використовується в рейтингу Polity IV для категоризації політичного устрою держав. Попри досить широке використання терміна в політології, він не має загальноприйнятого визначення. Зокрема, низка авторів під анократією розуміє режим, в якому опозиційні групи мають деякі можливості для участі в державному управлінні, але водночас в ньому не розвинені інститути для вирішення невдоволень.